# NGC 161
NGC 161 (również PGC 2131) – galaktyka soczewkowata (S0), znajdująca się w gwiazdozbiorze Wieloryba. Odkrył ją Lewis A. Swift 21 listopada 1886 roku.